# 索特魯河
46°43′50″N 6°42′16″E / 46.73056°N 6.70444°E

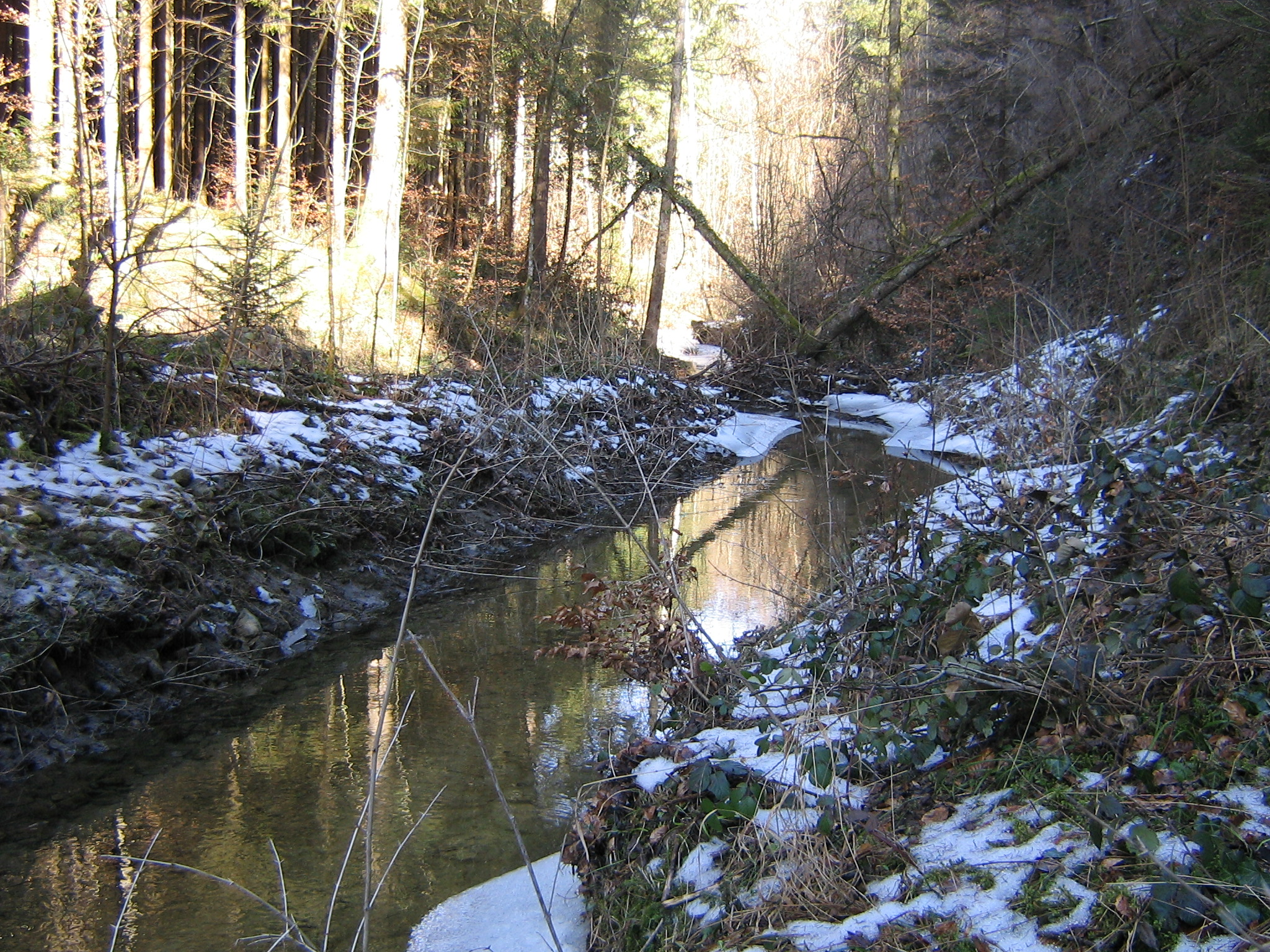

索特魯河是瑞士的河流，位於該國西部，流經沃州，屬於芒克河的左支流，河道全長14.5公里，流域面積29平方公里，發源自埃沙朗以東。